# Auguste Burdeau

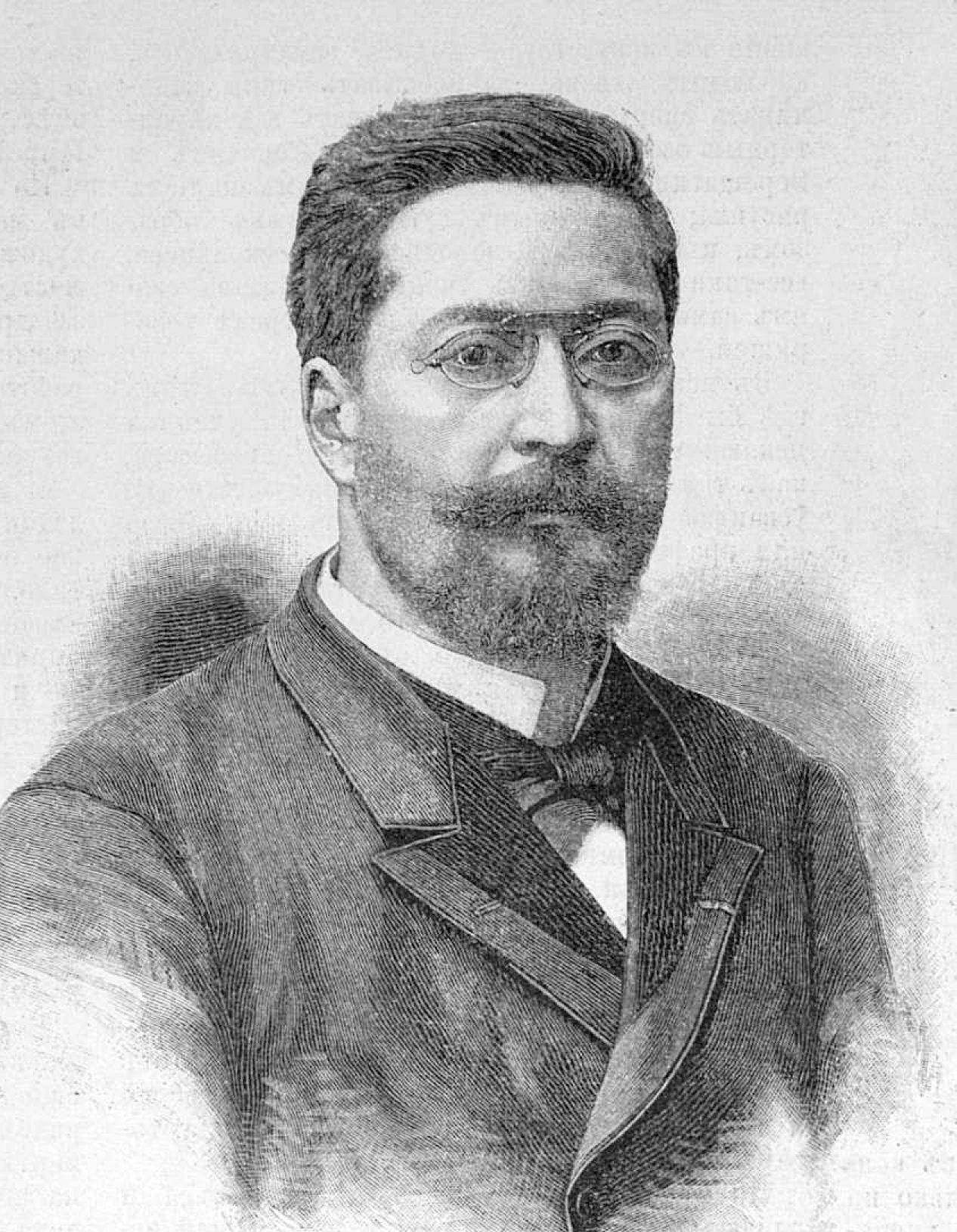
Auguste Laurent Burdeau

Auguste Laurent Burdeau (* 10. September 1851 in Lyon; † 12. Dezember 1894 in Paris) war ein französischer Schriftsteller und Staatsmann der Dritten Republik. Von Juli 1892 bis Januar 1893 amtierte er als Marineminister, von Dezember 1893 bis Mai 1894 als Finanzminister und von Juli 1894 bis zu seinem Tod im Dezember 1894 als Präsident der Deputiertenkammer.

## Leben
Auguste Laurent Burdeau war der Sohn eines Arbeiters aus Lyon, wurde bereits im Alter von zehn Jahren Waise und musste daher von früh an seinen Lebensunterhalt selbst bestreiten. Mit einem Stipendium konnte er eine Ausbildung am Gymnasium in Lyon und am Lycée Louis-le-Grand in Paris erhalten. Dann studierte er 1870 an der École normale supérieure in Paris, machte aber im gleichen Jahr als Freiwilliger den Deutsch-Französischen Krieg mit und nahm dabei am Zug Bourbakis gegen Belfort teil. Er wurde verwundet und als Gefangener nach Deutschland abgeführt.
Nach dem Krieg wurde Burdeau bereits als Zwanzigjähriger zum Ritter der Ehrenlegion erhoben, Lehrer der Philosophie in St. Étienne und später am Lycée Louis-le-Grand in Paris. Im November 1881 ernannte ihn der damalige Unterrichtsminister Paul Bert zu seinem Kabinettschef. Im Oktober 1885 wurde er als republikanischer Kandidat im Département Rhône in die Deputiertenkammer gewählt, wo er zu den Radikalen hielt, sich in finanziellen Fragen auszeichnete und einer der hervorragendsten Redner war. 1890 war er Vertreter Frankreichs auf der Arbeiterfragekonferenz in Berlin. Im Kabinett von Émile Loubet übernahm er am 12. Juli 1892 an Stelle des ausgeschiedenen Godefroy Cavaignac das Ministerium für Marine und Kolonien und behielt es auch unter der Ministerpräsidentschaft von Alexandre Ribot, trat aber am 11. Januar 1893 bei der Umbildung des Kabinetts zurück. Am 3. Dezember 1893 trat er als Finanzminister in das Kabinett Jean Casimir-Periers ein, mit dem er am 30. Mai 1894 sein Amt niederlegte, worauf er zum Vizepräsidenten und am 5. Juli 1894 zum Präsidenten der Deputiertenkammer gewählt wurde. Er starb aber, ermattet durch Überarbeitung, bereits fünf Monate später am 12. Dezember 1894 im Alter von 43 Jahren in Paris und wurde auf dem Friedhof Père-Lachaise beigesetzt.

## Werk
Burdeau übersetzte die Essays von Herbert Spencer (3 Bände, 1877–83), Arthur Schopenhauers Grundprobleme der Ethik (4. Auflage 1891) sowie Die Welt als Wille und Vorstellung (2 Bände, 1888) ins Französische und verfasste, außer zahlreichen Aufsätzen in der Revue des Deux Mondes und der Revue philosophique, u. a. folgende Werke:
- Notions élémentaires d’économie politique, 1883
- L’instruction morale á l’école, 1883
- Le droit usuel et l’économie politique à l’école, 1884
- Les questions sociales et contemporaines, 1886
- Devoir et patrie, notions de morale et d’éducation civique, 1887
- Une famille républicaine. Les Carnot, anonym, 1888
- L’Algérie en 1891, 1892
- Devoir et patrie, 1893